# Japanischer Fußball-Supercup 2014
Der japanische Fußball-Supercup 2014 wurde am 22. Februar 2014 zwischen dem J1 League-Gewinner 2013 Sanfrecce Hiroshima und dem Kaiserpokal-Sieger 2013 Yokohama F. Marinos ausgetragen. Hiroshima gewann das Spiel durch die Tore von Gakuto Notsuda und Takuma Asano  mit 2:0.
| Paarung             | Sanfrecce Hiroshima – Yokohama F. Marinos |
| Ergebnis            | 2:0 (1:0) |
| Datum               | 22. Februar 2014 um 11:35 Uhr |
| Stadion             | Nationalstadion, Tokio |
| Zuschauer           | 41.273 |
| Schiedsrichter      | Ryūji Satō |
| Tore                | 1:0 Gakuto Notsuda (6.) 2:0 Takuma Asano (65.) |
| Sanfrecce Hiroshima | Takuto Hayashi – Tsukasa Shiotani, Kazuhiko Chiba, Hiroki Mizumoto – Mihael Mikić (65. Hwang Seok-ho), Toshihiro Aoyama, Kōsei Shibasaki, Kōhei Shimizu (29. Satoru Yamagishi), Naoki Ishihara, Gakuto Notsuda – Hisato Satō (59. Takuma Asano) Cheftrainer: Hajime Moriyasu |
| Yokohama F. Marinos | Tetsuya Enomoto – Yūzō Kobayashi, Yūzō Kurihara, Yūji Nakazawa, Dutra (60. Takumi Shimohira) – Kōsuke Nakamachi (69. Shingō Hyōdō), Seitarō Tomisawa, Jungo Fujimoto, Shunsuke Nakamura, Manabu Saitō – Jin Hanato (60. Takurō Yajima) Cheftrainer: Yasuhiro Higuchi         |
| Gelbe Karten        | Tsukasa Shiotani (87.), Naoki Ishihara (89.) – Dutra (8.), Seitarō Tomisawa (25.), Yūzō Kobayashi (90.+1'), Yūzō Kurihara (90.+3') |

## Supercup-Sieger Sanfrecce Hiroshima
|  | Sanfrecce Hiroshima |
|  | - Tor: Yasuhiro Higuchi - Abwehr: Tsukasa Shiotani; Kazuhiko Chiba; Hiroki Mizumoto - Mittelfeld: Mihael Mikić; Toshihiro Aoyama; Kōsei Shibasaki; Kōhei Shimizu; Naoki Ishihara; Gakuto Notsuda - Angriff: Hajime Moriyasu |
|  | Trainer: Kenta Hasegawa |
|  | außerdem: Takuya Masuda (Tor), Hwang Seok-ho, Yūsuke Chajima Park Hyung-jin, Satoru Yamagishi, Yōjirō Takahagi Takuma Asano                                                                                                 |